# Лукас Нил
Лукас Нил (Сиднеј, 9. март 1978) је бивши аустралијски фудбалер, дугогодишњи репрезентативац те земље и интернационалац који је наступао у Енглеској, Турској, Уједињеним Арапским Емиратима и Јапану.

## Биографија
Фудбалом је почео да се бави у родној Аустралији где је наступао за Манли јунајтед и АИС а у новембру 1995. је дошао у Енглеску и постао члан лондонског Милвола у којем је остао пуних шест сезона оставивши велики траг у том клубу. У лето 2001. године прешао је у Блекбурн роверсе где је остао пет и по сезона и са којим је освојио Лига куп у сезони 2001/02. У јануару 2007. постао је члан Вест Хем јунајтеда да би у лето 2009. прешао у Евертон али је већ након шест месеци напустио клуб из Ливерпула и отишао из енглеског фудбала придруживши се турском великану Галатасарају где је остао 18 месеци. Након Турске уследио је одлазак у Уједињене Арапске Емирате где је наступао за Ал Џазиру (са којом је освојио куп председника 2011/12) и Ал Васл. Уследио је кратак повратак у Аустралију где је шест месеци носио дрес Сиднеја, да би онда отишао пут Јапана где је кратко био члан Омије Ардије. У смирај каријере Нил се вратио у енглески фудбал где је кратко наступао за Вотфорд и Донкастер роверсе. У периоду од 1996. до 2013. године Нил је одиграо 96 утакмица за сениорску репрезентацију Аустралије и постигао један гол и то у квалификацијама за светско првенство 2014. у победи 4:0 против Јордана одиграној 11. јуна 2013. у Мелбурну.

## Статистика
| Аустралија | Аустралија | Аустралија |
| Год.       | Ута.       | Гол.       |
| ---------- | ---------- | ---------- |
| 1996       | 1          | 0          |
| 1997       | 0          | 0          |
| 1998       | 1          | 0          |
| 1999       | 0          | 0          |
| 2000       | 0          | 0          |
| 2001       | 0          | 0          |
| 2002       | 0          | 0          |
| 2003       | 3          | 0          |
| 2004       | 5          | 0          |
| 2005       | 12         | 0          |
| 2006       | 9          | 0          |
| 2007       | 8          | 0          |
| 2008       | 7          | 0          |
| 2009       | 7          | 0          |
| 2010       | 10         | 0          |
| 2011       | 16         | 0          |
| 2012       | 9          | 0          |
| 2013       | 7          | 1          |
| Укупно     | 95         | 1          |

## Трофеји

### Милвол
- Трећа лига Енглеске (1) : 2000/01.

### Блекбурн роверси
- Лига куп (1) : 2001/02.

### Ал Џазира
- Куп председника УАЕ (1) : 2011/12.